# Ministère de l'Énergie (Ontario)
Le ministère de l'Énergie a comme responsabilité de s'assurer que le réseau électrique de l'Ontario fonctionne correctement et avec fiabilité, ainsi que d'innover dans le secteur de l'énergie. En avril 2002, le ministère a été renommé ministère de l'Énergie, car le nouveau ministère, le ministère de l'Entreprise, des Débouchés et de l'Innovation prenait la charge des sciences et de la technologie. De 2007 à 2010, le ministère a été fusionné avec le ministère de l'Infrastructure pour finalement se séparer de nouveau le 18 août 2010.
Le ministre de l'Énergie actuel est Stephen Lecce.

## Liste des ministres
|  | Ministre                     | Années      |
|  | ---------------------------- | ----------- |
|  | Dennis Timbrell              | 1975 - 1977 |
|  | James Alexander Charles Auld | 1978 - 1979 |
|  | Bob Welch                    | 1979 - 1983 |
|  | Bob Wong                     | 1987 – 1989 |
|  | Lyn McLeod                   | 1989 - 1990 |
|  | Jenny Carter                 | 1990 - 1991 |
|  | William A. Ferguson          | 1991 – 1992 |
|  | Brian Charlton               | 1992 – 1993 |
|  | Bud Wildman (en)             | 1993 – 1995 |
|  | Jim Wilson                   | 1997 - 2002 |
|  | Chris Stockwell              | 2002        |
|  | John Baird                   | 2002 – 2003 |
|  | Dwight Duncan                | 2003 – 2005 |
|  | Donna Cansfield              | 2005 – 2006 |
|  | Dwight Duncan                | 2006 – 2007 |
|  | David Caplan                 | 2007 – 2008 |
|  | George Smitherman            | 2008 – 2009 |
|  | Gerry Phillips               | 2009 – 2010 |
|  | Brad Duguid                  | 2010 – 2011 |
|  | Chris Bentley                | 2011 – 2013 |
|  | Bob Chiarelli                | 2013 - 2016 |
|  | Glenn Thibeault              | 2016 - 2018 |
|  | Greg Rickford                | 2018 - 2021 |
|  | Todd Smith                   | 2021 - 2024 |
|  | Stephen Lecce                | Depuis 2024 |